# 24/7 (álbum de GusGus)
24/7 es el séptimo álbum de estudio del grupo islandés de música electrónica GusGus, fue lanzado el 14 de septiembre de 2009 por el sello alemán Kompakt, que había retrasado su fecha de lanzamiento originalmente anunciada del 6 de julio de 2009. El primer sencillo fue "Add This Song", lanzado el 22 de junio de 2009, con remixes de Lopazz & Zarook, Gluteus Maximus, Patrick Chardronnet y Klovn. A partir del 4 de septiembre de 2009, una filtración completa del álbum comenzó a extenderse en varios blogs y foros de Internet. El 19 de octubre de 2009, se lanzó "Thin Ice" como segundo sencillo.

## Lista de canciones
| N.º | Título                            | Duración |  |
| 1.  | «Thin Ice»                        | 8:24     |  |
| 2.  | «Hateful»                         | 9:37     |  |
| 3.  | «On The Job»                      | 10:50    |  |
| 4.  | «Take Me Baby» (feat. Jimi Tenor) | 3:58     |  |
| 5.  | «Bremen Cowboys»                  | 7:52     |  |
| 6.  | «Add This Song»                   | 11:36    |  |

## Sencillos
| Sencillo      | Fecha de lanzamiento  |
| ------------- | --------------------- |
| Add This Song | 22 de junio de 2009   |
| Thin Ice      | 19 de octubre de 2009 |